# Роршахерберг
Роршахерберг (нім. Rorschacherberg) — громада  в Швейцарії в кантоні Санкт-Галлен, виборчий округ Роршах.

## Географія
Громада розташована на відстані близько 170 км на схід від Берна, 11 км на північний схід від Санкт-Галлена.
Роршахерберг має площу 7,1 км², з яких на 29,9% дозволяється будівництво (житлове та будівництво доріг), 44,7% використовуються в сільськогосподарських цілях, 25,3% зайнято лісами, 0,1% не є продуктивними (річки, льодовики або гори).

## Демографія
2019 року в громаді мешкало 7382 особи (+6,6% порівняно з 2010 роком), іноземців було 28,7%. Густота населення становила 1041 осіб/км².
За віковим діапазоном населення розподілялося таким чином: 17,3% — особи молодші 20 років, 61,9% — особи у віці 20—64 років, 20,8% — особи у віці 65 років та старші. Було 3273 помешкань (у середньому 2,2 особи в помешканні).
Із загальної кількості 1900 працюючих 46 було зайнятих в первинному секторі, 386 — в обробній промисловості, 1468 — в галузі послуг.